# Brumath
Brumath település Franciaországban, Bas-Rhin megyében. Lakosainak száma 10 369 fő (2022. január 1.). Brumath Eckwersheim, Olwisheim, Bilwisheim, Bernolsheim, Donnenheim, Geudertheim, Krautwiller, Kriegsheim, Rottelsheim, Vendenheim, Weitbruch és Wingersheim-les-Quatre-Bans községekkel határos.

## Népesség
A település népességének változása:
| Lakosok száma | 10 094 | 9840 | 10 017 | 9986 | 9970 | 10 081 | 10 061 | 10 238 | 10 369 |
|               | 2013   | 2015 | 2016   | 2017 | 2018 | 2019   | 2020   | 2021   | 2022   |